# Grand Theft Auto VI
Grand Theft Auto VI ist ein sich in Entwicklung befindendes Videospiel von Rockstar Games. Als Nachfolger von Grand Theft Auto V (2013) soll es das achte Hauptspiel der Spielreihe Grand Theft Auto (GTA) und der sechzehnte Teil insgesamt werden.
Nach jahrelangen Spekulationen um Inhalt und Erscheinen des Spiels bestätigte Rockstar im Februar 2022, dass sich das Spiel in Entwicklung befindet. Im September desselben Jahres wurde Material aus unfertigen Versionen online veröffentlicht, was von Journalisten als einer der größten Leaks in der Geschichte der Videospielindustrie bezeichnet wurde. Das Spiel wurde im Dezember 2023 offiziell enthüllt und soll am 26. Mai 2026 für die PlayStation 5 und die Xbox Series X/S veröffentlicht werden.
Laut IGN liegt das Entwicklungsbudget für Grand Theft Auto VI bei über einer Milliarde US-Dollar (≈864.090.000 €).

## Schauplatz und Charaktere
Grand Theft Auto VI ist ein Action-Adventure, das im fiktiven Bundesstaat Leonida spielt, der auf Florida basiert und Vice City, eine fiktive Version von Miami, einschließt. Vice City war zuvor in Grand Theft Auto (1997) und als Hauptschauplatz von Grand Theft Auto: Vice City (2002) und Grand Theft Auto: Vice City Stories (2006) zu sehen. Die Spielwelt parodiert den amerikanischen Zeitgeist mit satirischen Darstellungen der sozialen Medien und der Influencer- und Internet-Kultur. Die Geschichte folgt einem kriminellen Duo: Lucia Caminos, der ersten Protagonistin der Serie seit 2000, und ihrem Partner Jason Duval. Der erste Trailer zeigt Lucia als Gefängnisinsassin.

## Entwicklung
Nach der Veröffentlichung von Grand Theft Auto V im September 2013 sagte Leslie Benzies, ehemaliger Präsident von Rockstar North, dass das Unternehmen „einige Ideen“ für den nächsten Teil der Serie habe. Im März 2018 berichtete The Know, dass das Spiel mit dem Codenamen Project Americas hauptsächlich in einem überarbeiteten Vice City und teilweise in Südamerika spielen würde, mit einer weiblichen spielbaren Protagonistin. Im April 2020 berichtete Jason Schreier, dass das Spiel in früher Entwicklung und von moderater Größe sei und über die Zeit weiter entwickelt werde, um die Entwicklungskrisen des Vorgängers zu vermeiden. Außerdem bestätigte er im Juli 2021 die Berichterstattung von Tom Henderson, dass gerüchteweise das Spiel in einem modernen Vice City spielen würde und nicht vor 2025 veröffentlicht würde. In einem Artikel für Bloomberg News vom Juli 2022 wurde berichtet, dass das Spiel mit dem Titel Grand Theft Auto VI seit 2014 in Entwicklung sei und zwei von Bonnie und Clyde beeinflusste Protagonisten – darunter eine Latina – enthalten werde. Laut dem Artikel würde der Trend der Serie, sich über Randgruppen lustig zu machen, mit dem neuen Teil enden.
Nachdem lange Wartezeiten auf einen neuen Teil der Reihe bei vielen GTA-Fans für Frustration gesorgt hatten, kündigte Rockstar am 4. Februar 2022 ein neues GTA-Spiel an und verkündete, dass die Entwicklung „gut vorankommt“ und dass man vorhabe, „deutlich über das hinauszugehen, was wir bisher geliefert haben“. Im August 2023 gab Strauss Zelnick (CEO von Take Two Interactive) ein voraussichtliches Erscheinungsdatum zwischen April 2024 und März 2025 an. Am 8. November 2023 kündigte Sam Houser, Präsident von Rockstar Games, an, dass der erste Trailer des Spiels Anfang Dezember veröffentlicht werde, um das 25-jährige Jubiläum des Unternehmens zu feiern. Nachfolgend kündigte Rockstar Games an, dass der Trailer am 5. Dezember 2023 um 15 Uhr mitteleuropäischer Zeit erscheinen soll. Nach einem Leak des Trailers auf Twitter am 4. Dezember veröffentlichte Rockstar Games den Trailer jedoch am 5. Dezember schon kurz nach Mitternacht mitteleuropäischer Zeit. Der Trailer enthält kein echtes Gameplay, sondern setzt sich vor allem aus filmischen Szenen zusammen. In einer Pressemitteilung zum Video wurde bestätigt, dass GTA VI im fiktiven US-Bundesstaat Leonida angesiedelt sein wird, dessen Vorzeigestadt Vice City ist, das virtuelle Miami-Pendant der Spielreihe.
Mit über 93 Millionen Aufrufen in 24 Stunden wurde der Trailer, ausgenommen von Musikvideos, zum YouTube-Video mit den meisten Aufrufen innerhalb des ersten Tages, überholte am zweiten Tag die Gesamtaufrufe des GTA-V-Trailers und wurde innerhalb von einer Woche der meist geschaute Trailer eines Unterhaltungsmediums aller Zeiten.
Im Februar 2024 berichtete Schreier, dass Rockstar die Mitarbeiter aufforderte, die Fernarbeit einzustellen und ab dem 15. April „aus Produktivitäts- und Sicherheitsgründen“ in die Büros zurückzukehren, da die Entwicklung in die „Endphase“ übergehe. Im März berichtete Kotaku, dass die Entscheidung zum Teil darauf abzielte, eine Verzögerung des intern für Anfang 2025 geplanten Veröffentlichungsfensters zu vermeiden; da die Entwicklung in Verzug geraten war, erschien Ende 2025 praktikabler, mit einer möglichen Verzögerung bis 2026 als „Ausweichplan“. Der Aktienkurs von Take-Two Interactive, der Muttergesellschaft von Rockstar, fiel daraufhin um mehr als fünf Prozent. Andere Journalisten widersprachen dem Bericht und stellten fest, dass das Spiel weiterhin „im Zeitplan“ liege, und Schreier schrieb, dass es keinen Hinweis darauf gebe, dass die Entwicklung beeinträchtigt worden sei. Im Mai bestätigte Take-Two, dass das Spiel für den Herbst 2025 geplant sei.
Am 2. Mai 2025 kündigte Rockstar Games an, dass das Spiel erst am 26. Mai 2026 erscheinen wird. Begründet wurde die Verzögerung mit Qualitätssicherungsmaßnahmen.
Der zweite Trailer erschien am 6. Mai 2025. Laut Rockstar Games enthielt der Trailer zu gleichen Teilen Zwischensequenzen und Ausschnitte aus dem Spiel. In den ersten 24 Stunden nach Veröffentlichung erzielte der Trailer über 475 Millionen Aufrufe auf verschiedenen Social-Media-Plattformen.

### Leak
Am 18. September 2022 wurden auf der Website GTAForums 90 Videos mit 50 Minuten Material aus dem Spiel von einem Benutzer namens „teapotuberhacker“ veröffentlicht. The Guardian berichtete, dass das Material aus verschiedenen Entwicklungsstadien stammt, wobei einige Videos etwa ein Jahr alt sind. Das Material zeigt ein modernes Vice-City-Setting, enthält Animationstests, Gameplay-Tests, Level-Layouts und Gespräche zwischen Charakteren und zeigt die Spielercharaktere Jason und Lucia, wie sie einen Nachtclub betreten und ein Diner ausrauben. Die Hacker behaupteten, die Dateien direkt von Rockstars internen Slack-Gruppen heruntergeladen zu haben und im Besitz von Quelltext und weiteren Daten sowohl des neuen Spiels als auch von Grand Theft Auto V zu sein, mit deren Veröffentlichung sie drohten. Die Echtheit der Videos wurde später von Rockstar Games bestätigt. Die Ereignisse wurden weithin als PR-Desaster für das Unternehmen aufgefasst und waren einer der größten Leaks in der Geschichte der Videospiele. Rockstar kündigte am 19. September 2022 an, dass der Leak keinen Einfluss auf die Entwicklung des Spiels haben würde.
Ein 17-jähriger Junge aus Oxfordshire – laut Anschuldigungen die Person hinter „teapotuberhacker“ – wurde am 22. September 2022 von der Londoner Polizei im Rahmen von Ermittlungen verhaftet, die von der National Cyber Crime Unit der britischen National Crime Agency unterstützt wurden. Berichten zufolge hatten auch Beamte der Bundespolizei aus den Vereinigten Staaten die Ermittlungen unterstützt, und es wird davon ausgegangen, dass mindestens zwei weitere Personen beteiligt waren. Es wird vermutet, dass es sich bei dem Verdächtigen um einen der Anführer von Lapsus$ handelt, einer siebenköpfigen Gruppe, die mehrere andere Unternehmen gehackt und dabei 10,6 Millionen Pfund erbeutet haben soll. Als er im September vor dem Highbury Corner Youth Court erschien, bekannte er sich in zwei Fällen des Verstoßes gegen die Kautionsauflagen schuldig und in zwei Fällen des Computermissbrauchs für unschuldig, wobei er die Behauptungen der Staatsanwaltschaft bestritt, er habe ein Mobiltelefon benutzt, für das er „keine Erlaubnis hatte“, um Unternehmen zu hacken und Lösegeld zu erpressen. Der Fall wurde an ein höheres Gericht übergeben, während der Junge in eine Jugendstrafanstalt eingewiesen wurde. Im Juli und August 2023 stand er vor dem Southwark Crown Court wegen zwölf Straftaten vor Gericht, darunter sechs Fälle von Computermissbrauch, drei Fälle von Erpressung und zwei Fälle von Betrug. Die Staatsanwaltschaft behauptete, er habe in einer Nachricht an alle Rockstar-Mitarbeiter auf Slack mit der Veröffentlichung des Quellcodes gedroht und andere Unternehmen wie BT Group, Nvidia, Revolut und Uber ins Visier genommen. Er wurde als verhandlungsunfähig eingestuft, sodass, anstatt seine Schuld zu beurteilen, die Geschworenen lediglich feststellten, dass er die Taten begangen hatte und von einem Richter verurteilt werden soll. Im Dezember 2023 wurde er daraufhin durch einen Richter auf unbestimmte Zeit in eine psychiatrische Klinik eingewiesen, da der Junge die Absicht äußerte, weiter Cybercrime verüben zu wollen und daher als hohes Risiko für die Öffentlichkeit eingestuft wurde.

## Auszeichnung
Bei den Game Awards 2024 erhielt es den Preis für das meist erwartete Spiel.